# Linger
Linger — второй сингл с дебютного альбома Everybody Else Is Doing It, So Why Can’t We? ирландской рок-группы The Cranberries. Сама песня посвящена первой любви солистки группы Долорес О’Риордан — солдату, с которым она всего два раза поцеловалась и который ушёл служить в армию в Ливан. Черно-белый видеоклип к песне вдохновлен нуар-фильмом «Альфавиль».

## Выпуск
Как сингл песня была выпущена в 1993, но безуспешно. После успешного турне группы в США альбом Everybody Else Is Doing It, So Why can’t We? песня была также выпущена в эфир на MTV. В 1994 году был так же выпущен сингл во второй раз. Это был первый большой хит группы.
«Linger», кроме альбома Everybody Else Is Doing It, So Why can’t We? находится также на сборниках лучших хитов Treasure Box — The Complete Sessions 1991—1999, Stars: The Best of 1992—2002 и Золото, и на записи концертов the Cranberries The Cranberries Live 1994 и Beneath the Skin — Live in Paris с 1999 года.
В 2017 году группа представила песню в акустической версии, которая в апреле 2017 появилась на новом альбоме группы Something Else. Группу на этой записи сопровождает струнный оркестр Irish Chamber Orchestra из Лимерика.

## Отзывы
Джейсон Элиас из AllMusic описал «Linger» как «песню сожаления, эпическую по размаху и всеобъемлющую», похвалив инструментальную составляющую и вокал О’Риордан: «Хотя в тексте это не ново, полная эмоциональность солистки Долорес О’Риордан выделяет ее. Поющая с сильным ирландским акцентом, она здесь выглядит одновременно нуждающейся и отстраненной. Именно эта эмоция питает этот трек». Дэвид Стаббс из Melody Maker прокомментировал: «Хрупкая, невыразительная акустическая вещь со струнными, в которой девушка, чопорными, незапятнанными ирландскими гласными, умоляет своего партнера избавить ее от страданий и закончить отношения, которые ему больше не интересны. Не спешите все сразу в Virgin Megastore». После переиздания в 1994 году Кейтлин Моран из журнала сделала вывод: «Хорошие песни никогда не исчезают; они просто продолжают выпускаться и переиздаваться, пока вы не сдадитесь и не купите эту хрень». Рецензент из Music & Media написал: «В настоящее время эти ирландцы находятся в турне с Hothouse Flowers и заслуживают вашего внимания. Не торчите у бара, а выходите на сцену, чтобы послушать их альтернативную поп-музыку с оттенками фолка» .
Мартин Эстон из Music Week дал альбому оценку четыре из пяти, добавив, что он «сочетает в себе великолепный, тающий вокал Долорес с тонким фолк-мелодия». Другой редактор Music Week, Алан Джонс, назвал ее «прекрасным синглом», отметив, что «приносимая ветром, она имеет завораживающее, хрупкое качество и почти деревенское настроение». Аманда Петрусич из The New Yorker описала песню как «туманную, сентиментальную песню о том, как осознаешь, что ты на неудачном конце неравных отношений». Эндрю Харрисон из Select написал: «В песне „Linger“ прекрасный оркестр, занятый чем-то далеким и удерживающий мелодию на расстоянии вытянутой руки, в то время как Делорес становится мощно влюбленной. Хотя не помешало бы больше педальных стил-гитар». Тони Кросс из Smash Hits дал ей высшую оценку пять из пяти и назвал ее лучшим новым синглом, добавив: «Голос Делорес О’Риордан доносится прямо из комнаты отдыха и смазывает скрипучую форму песни в сказочное, восхитительное и нежное движение. Устройтесь поудобнее на старом кожаном диване на долгое-долгое время и позвольте ей задержаться». «Linger» заняла 86-е место в списке 100 величайших песен 90-х годов по версии VH1.

## Коммерческий успех
Сингл попал в Топ-10 американского хит-парада Billboard Hot 100, заняв там 8-е место. В британском хит-параде «Linger» вошёл в Топ-15, достигнув 14-й позиции.
26 января 1994 года Американская ассоциация звукозаписывающих компаний присвоила синглу «золотой» статус за более чем 500 тысяч проданных экземпляров. 9 марта 2018 года Британская ассоциация производителей фонограмм также сертифицировала «Linger» как «золотой», что соответствует продажам, превышающим 400 тысяч копий.

## Видеоклип
Видео на песню было снято на основе научно-фантастического фильма Жан-Люка Годара «Альфавиль» (фр. Alphaville) 1965 года. Клип снимали во время первого визита The Cranberries в США, в одном из отелей Лос-Анджелеса. В съёмках приняли участие друзья и знакомые режиссёра Melodie McDaniel.
Группу во время съёмок клипа посетил Michael Stipe из R.E.M., которому песня понравилась настолько, что он предложил Cranberries совместный тур. Клип находится на DVD-сборнике клипов the Cranberries Stars: The Best of Videos 1992—2002.

## Список композиций
| - UK 7-inch and cassette single 1. «Linger» (album version) — 4:33 2. «Reason» — 2:01 - UK 12-inch and CD single 1. «Linger» (single version) — 4:33 2. «Reason» — 2:01 3. «How» (Radical mix) — 2:56 - US and Canadian CD single 1. «Linger» — 4:34 2. «Liar» — 2:21 3. «Them» — 3:44 4. «Reason» — 2:01 - US cassette single 1. «Linger» — 4:34 2. «How» — 2:51 | - UK 7-inch and cassette single (1994) 1. «Linger» 2. «Pretty» - UK 10-inch EP (1994) A1. «Linger» (live at The Record Plant, Hollywood) A2. «I Still Do» (live at The Record Plant, Hollywood) B1. «Waltzing Back» (live at The Record Plant, Hollywood) B2. «Pretty» (live at The Record Plant, Hollywood) - UK CD single (1994) 1. «Linger» (LP version) — 4:33 2. «Pretty» — 2:16 3. «Waltzing Back» (live at The Record Plant, Hollywood) — 4:01 4. «Pretty» (live at The Record Plant, Hollywood) — 2:11 |

## Позиции в чартах
| Чарт (1993—1994)                    | Высшая позиция |
| ----------------------------------- | -------------- |
| Австралия (ARIA)                    | 33             |
| Канада (RPM Top Singles)            | 4              |
| Канада (RPM Adult Contemporary)     | 5              |
| Ирландия (IRMA)                     | 3              |
| Новая Зеландия (Recorded Music NZ)  | 38             |
| Шотландия (OCC Scotland)            | 8              |
| Великобритания (OCC UK Singles)     | 14             |
| США (Billboard Hot 100)             | 8              |
| США (Billboard Adult Contemporary)  | 18             |
| США (Billboard Alternative Airplay) | 4              |
| США (Billboard Pop Airplay)         | 7              |

| Чарт (2018)                                          | Высшая позиция |
| ---------------------------------------------------- | -------------- |
| США (Billboard Digital Song Sales)                   | 12             |
| США (Billboard Hot Rock Songs)                       | 6              |
| США (Billboard Rock Digital Song Sales)              | 2              |
| США (Billboard Rock Streaming Songs)                 | 9              |
| Великобритания (UK Singles, Official Charts Company) | 47             |
| Ирландия (IRMA)                                      | 11             |

| Чарт (1994)                      | Позиция |
| -------------------------------- | ------- |
| Канада (Top Singles, RPM)        | 47      |
| Канада (Adult Contemporary, RPM) | 68      |
| США Billboard Hot 100            | 49      |

## Сертификации
| Регион | Сертификация  | Продажи   |
| --- | ------------- | --------- |
| Бразилия (ABPD) | Золотой       | 30 000    |
| Италия (FIMI) | Золотой       | 50 000    |
| Новая Зеландия (RMNZ) | 3× Платиновый | 90 000    |
| Португалия (AFP) | Золотой       | 20 000    |
| Великобритания (BPI) | 2× Платиновый | 1 200 000 |
| США (RIAA) | Золотой       | 500 000^  |
| ^ Данные о тиражах приведены только на основе сертификации. · Данные о продажах + прослушиваниях приведены только на основе сертификации. |               |           |